# Vega de Espinareda
Vega de Espinareda (galicisch A Veiga de Espiñareda) ist eine Gemeinde mit 2.007 Einwohnern (Stand: 2024) im nordwestlichen Zentral-Spanien in der Provinz León in der Autonomen Gemeinschaft Kastilien-León. Die Gemeinde besteht neben dem Hauptort Vega de Espinareda aus den Ortschaften Sésamo, Valle de Finolledo, San Pedro de Olleros, El Espino, Burbia, San Martín de Moreda, Moreda, Espinareda de Vega, Villar de Otero, Penoselo, La Bustarga.

## Geografie
Vega de Espinareda liegt etwa 140 Kilometer westnordwestlich von León in einer Höhe von ca. 605 m am Río Ancares und am Río Cúa.

## Bevölkerungsentwicklung
| Jahr        | 1900 | 1950 | 1970 | 1981 | 1991 | 2001 | 2011 | 2021 |
| ----------- | ---- | ---- | ---- | ---- | ---- | ---- | ---- | ---- |
| Einwohner   | 1377 | 2015 | 2542 | 3870 | 3192 | 2894 | 2477 | 2005 |
| Quelle: INE |      |      |      |      |      |      |      |      |

## Wirtschaft
Die Gemeinde ist Teil der Weinregion El Bierzo.

## Sehenswürdigkeiten
- Andreaskloster in Vega de Espinareda
- römische Brücke
- Salvatorkirche in Sésamo
- Marinekirche in San Martín de Moreda
- Kirche von Valle de Finolledo
- Peterskirche in Olleros
- Antoniuskirche in Penoselo
- Kirche von Moreda
- Stefanskirche in Burbia

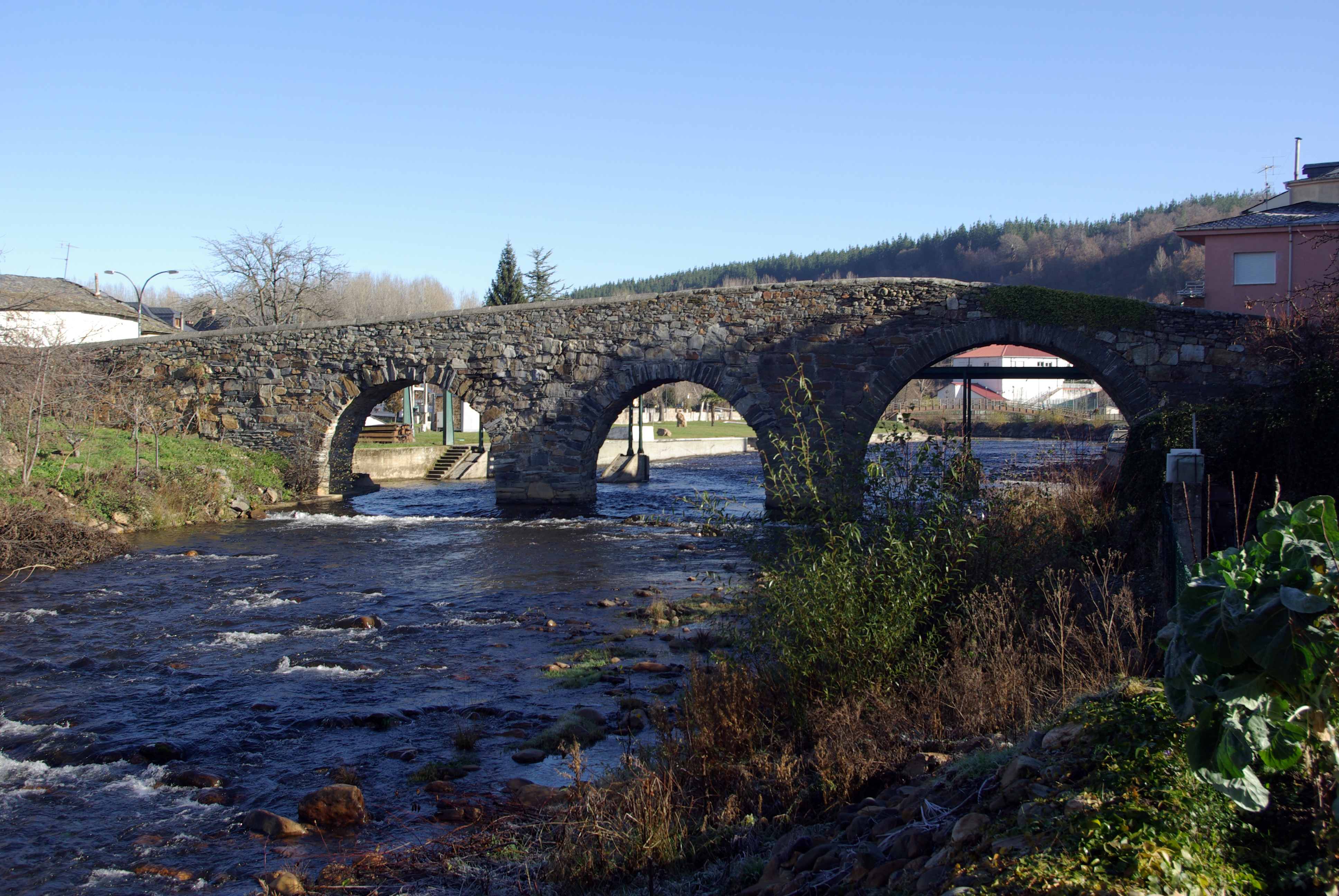
Römische Brücke über den Cúa
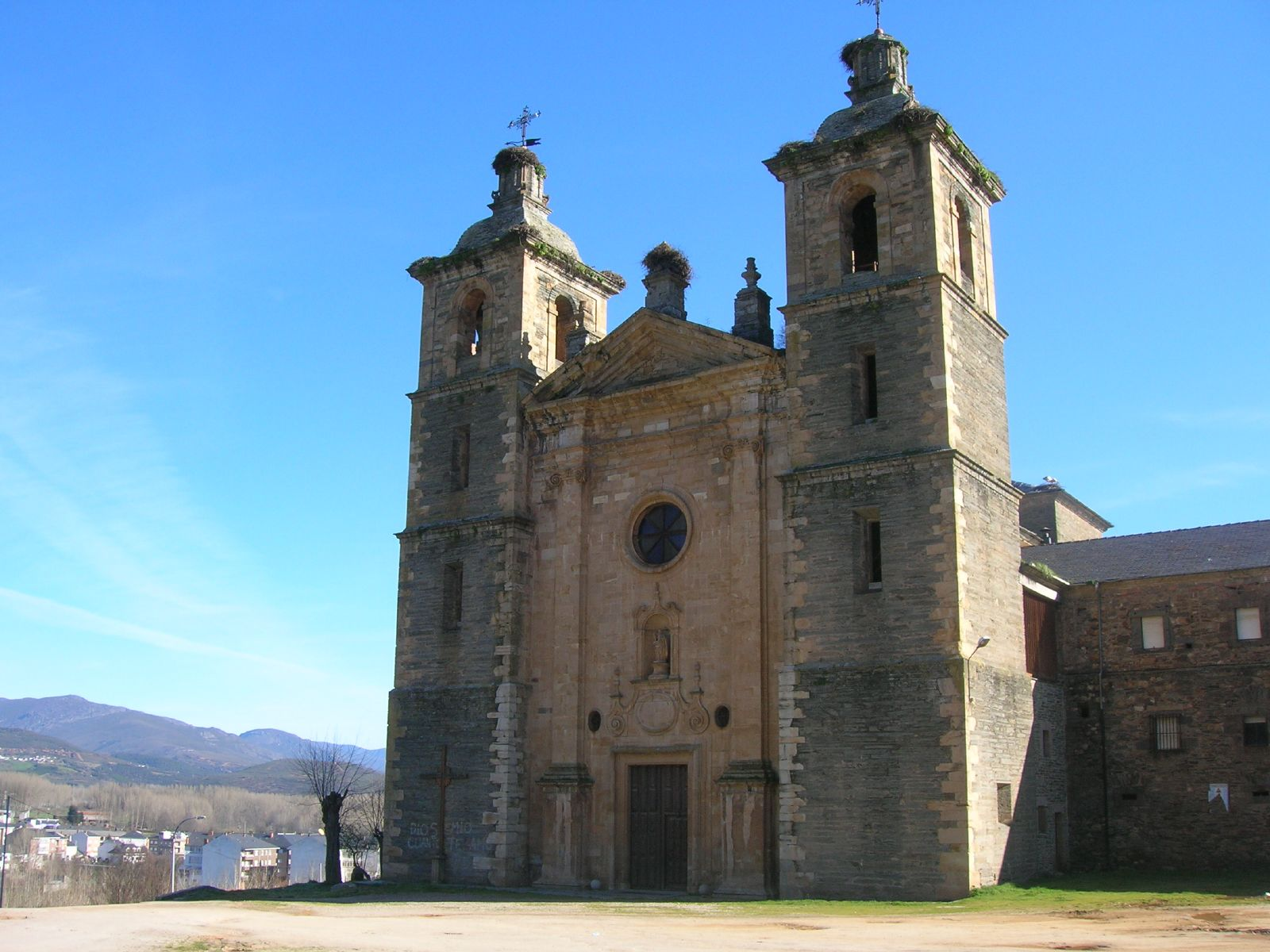
Andreaskloster
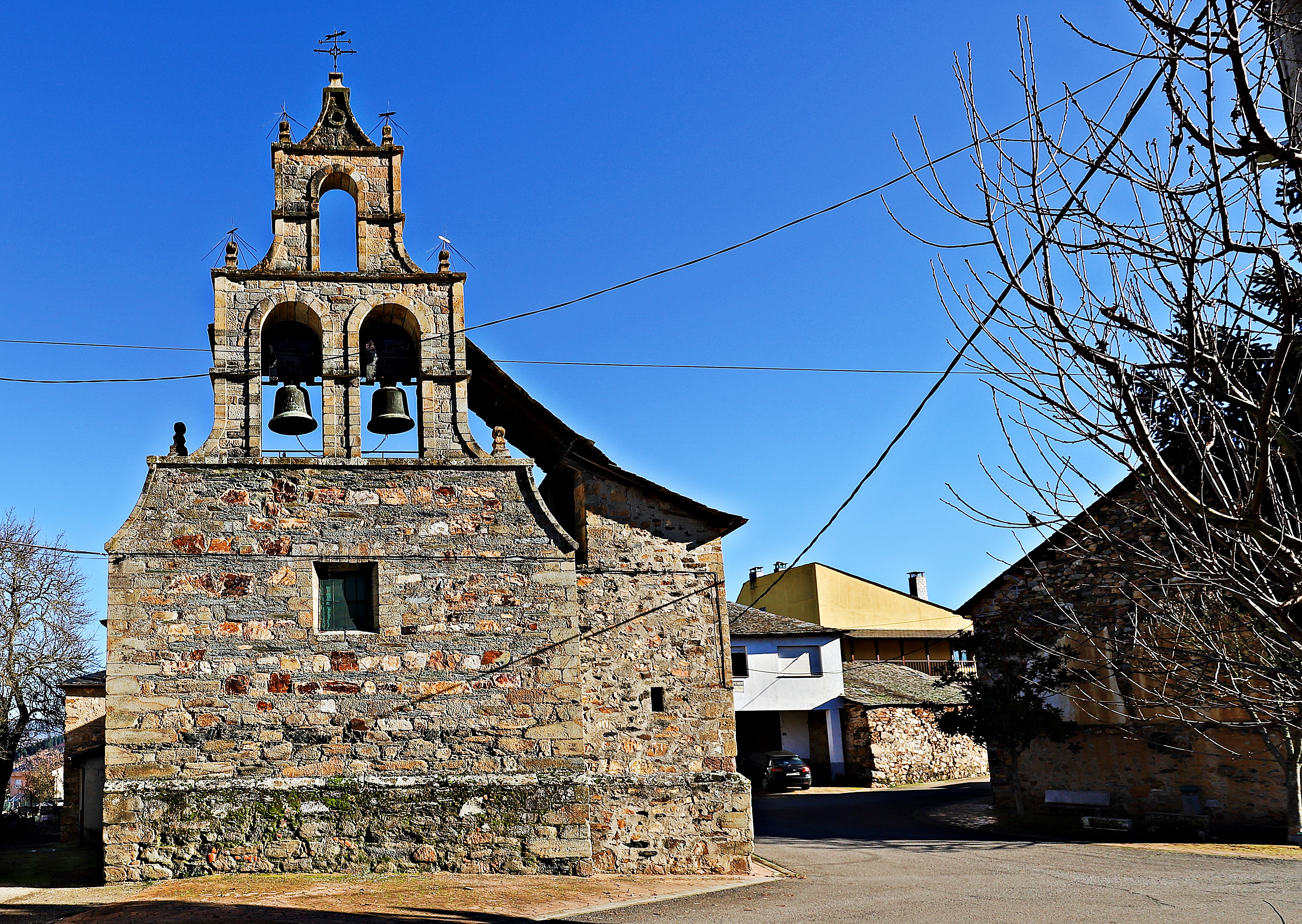
Salvatorkirche
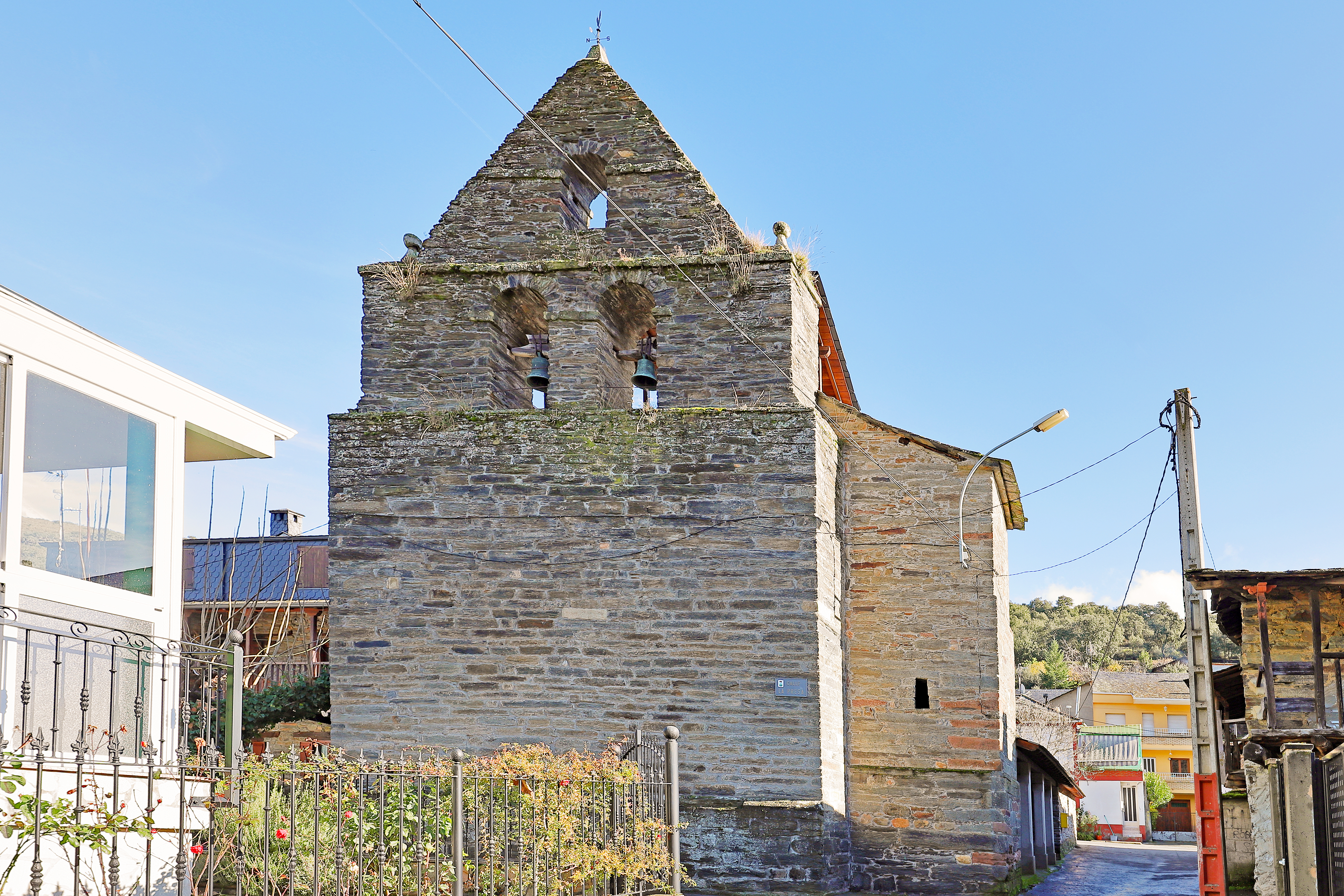
Marienkirche
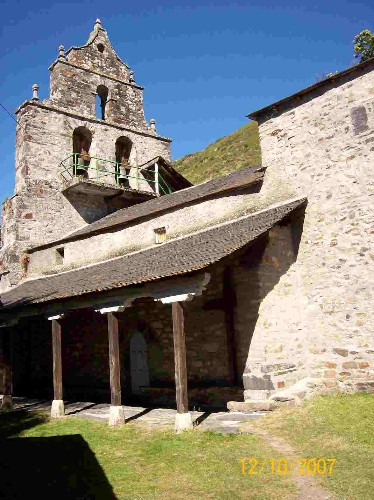
Stefanskirche